# Anschlag in Ankara 2015

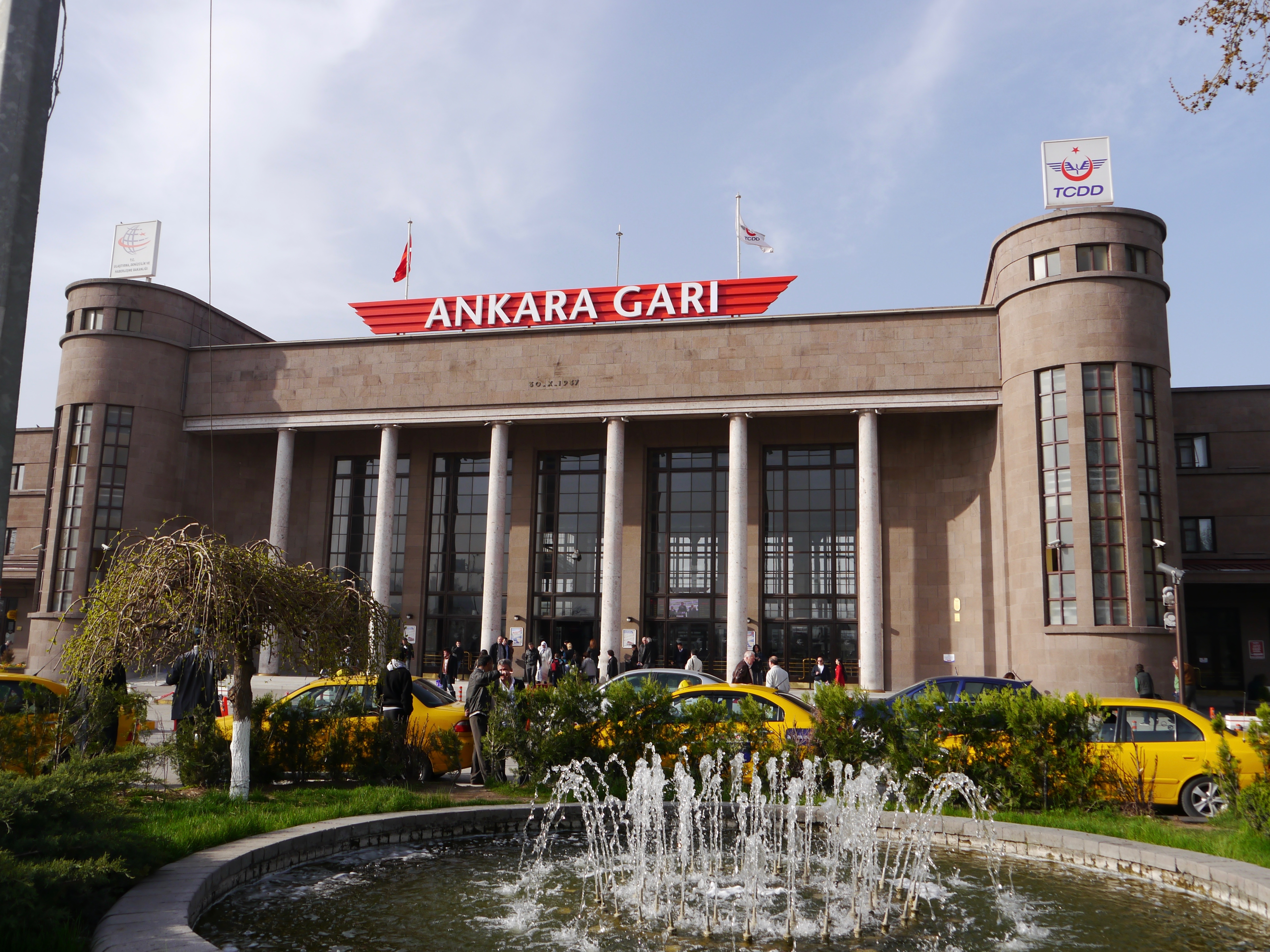
Die Bombenexplosion ereignete sich vor dem Hauptbahnhof von Ankara

Der Terroranschlag in Ankara 2015 war ein terroristischer Anschlag durch zwei Selbstmordattentate in der türkischen Hauptstadt Ankara am 10. Oktober 2015. Bei der Explosion der zwei Sprengsätze starben 102 Menschen und mehr als 500 wurden verletzt. Es handelt sich um den schwersten Terroranschlag in der Geschichte der Türkei. Es wird vermutet, dass die Terrororganisation Islamischer Staat  das Attentat verübt hat. Beide Attentäter gehörten zum IS-Umfeld. Es gab aber kein Bekenntnis der Terrororganisation. 

## Tathergang
Ein Bündnis linker Parteien und Gewerkschaften hatte zu einer Friedensdemonstration am 10. Oktober in Ankara aufgerufen. Hauptorganisatoren waren die kurdische Dachorganisation Demokratische Partei der Völker (HDP) und die Gewerkschaft Konföderation der im öffentlichen Dienst beschäftigten Arbeiter (KESK), die für ein Ende des Konflikts zwischen der türkischen Regierung und der verbotenen kurdischen Arbeiterpartei PKK werben wollten. Ziel des sich formierenden Demonstrationszuges war der Sihhiye-Platz in Ankara. Gegen 10 Uhr Ortszeit explodierten während der Demonstration zwei Sprengsätze.

### Opfer
| Nationalität | Tote | Verletzte | Beleg |
| ------------ | ---- | --------- | ----- |
| Türkei       | 102  | 500       | [ 6 ] |

## Hintergrund und Reaktionen
Die Türkei ist durch ihre geografische Lage als Frontstaat an der Grenze zu Syrien, wo seit Jahren ein Bürgerkrieg zwischen dem Regime von Präsident Baschar al-Assad und verschiedenen Oppositionsgruppen herrscht, starken Belastungen ausgesetzt. In der Nähe der Südostgrenze der Türkei hat sich besonders die Terrororganisation „Islamischer Staat“ ausgebreitet. In der Türkei leben etwa 2,5 Millionen syrische Flüchtlinge, viele von ihnen aus der vom IS verwüsteten kurdischen Region Rojava. Der Kampf um Kobanê endete Anfang 2015 mit einem Rückzug des IS.
Bei der Parlamentswahl im Juni 2015 war der HDP mit 13,1 Prozent als erster kurdischer Partei die Überwindung der 10-Prozent-Sperrklausel und der Einzug ins nationale Parlament gelungen. Auch nicht-kurdische Türken hatten die Partei gewählt, da sie sich gegen Erdoğans Pläne zur Einführung eines Präsidialregimes einsetzte.
Die amtierende Regierung stufte den Angriff als Terrorakt ein und ordnete nach dem Anschlag eine dreitägige Staatstrauer an. In einer Stellungnahme sprach Ministerpräsident Davutoğlu davon, dass es sich dabei um zwei Selbstmordattentate handle, bei denen einer der Attentäter fast identifiziert wurde. Angesichts der von Teilen der Veranstalter der Demonstration gegen seine Regierung erhobenen Vorwürfe warf er diesen vor, das Volk gegen den Staat aufhetzen zu wollen, und nannte die Vorwürfe eine „Provokation“. Laut Medienberichten verdächtigen die Ermittler die Terrororganisation Islamischer Staat (IS), da einer der Attentäter kurz davor „Allahu akbar“ (Gott ist groß) rief und die Sprengsätze große Ähnlichkeiten mit den Sprengsätzen vom Anschlag in Suruç haben.
Nach Einschätzungen der HDP war sie selbst Ziel des Doppelanschlags, so seien die Bomben inmitten von HDP-Anhängern detoniert. Laut HDP hätten Augenzeugen berichtet, es habe sich um zwei Selbstmordattentäter gehandelt. Der Co-Vorsitzende der HDP, Selahattin Demirtaş, sprach von einem Massaker. Der Vorfall ähnele den Anschlägen in Diyarbakır und Suruç: Mitglieder seiner Partei wollten an einer Kundgebung teilnehmen und wurden dann zum Opfer eines Anschlages. Die Demonstranten machten die Regierung und den mutmaßlich mit ihr assoziierten sogenannten „Tiefen Staat“ für die Anschläge verantwortlich.
Den Opfern wird mit einer Fotowand auf dem Gehsteig vor dem Bahnhof in Ankara gedacht. Laut den Anwälten der Hinterbliebenen ist die Denkstätte mehrfach geschändet worden und der Antrag auf ein würdigeres Denkmal abgelehnt worden.

## Ermittlungen
Am 14. Oktober 2015 wurden die Namen der Selbstmordattentäter von der türkischen Regierung veröffentlicht. Einer der Selbstmordattentäter war gleichzeitig der Bruder des Attentäters vom Anschlag in Suruç. Beide Brüder kämpften für die Terrororganisation Islamischer Staat (IS). Die Presse nannte neben den Namen der zwei mutmaßlichen Attentäter auch ihre Zugehörigkeit zu einer Gruppe aus dem mehrheitlich kurdisch bewohnten Adıyaman, die nach einem ihrer führenden Köpfe, Mustafa Dokumacı, die Dokumacı-Gruppe genannt wird. Die Gruppe wird auch für den Anschlag in Suruç sowie ein Bombenattentat auf eine Wahlveranstaltung in Diyarbakır kurz vor der Parlamentswahl in der Türkei Juni 2015 verantwortlich gemacht. Da der Polizei Informationen zu den Attentätern und deren Umfeld bereits vorlagen, das Attentat aber nicht verhindert wurde, wurden der Polizeichef in Ankara und der dortige Leiter des polizeilichen Nachrichtendienstes suspendiert.